# Alexandra Ionis

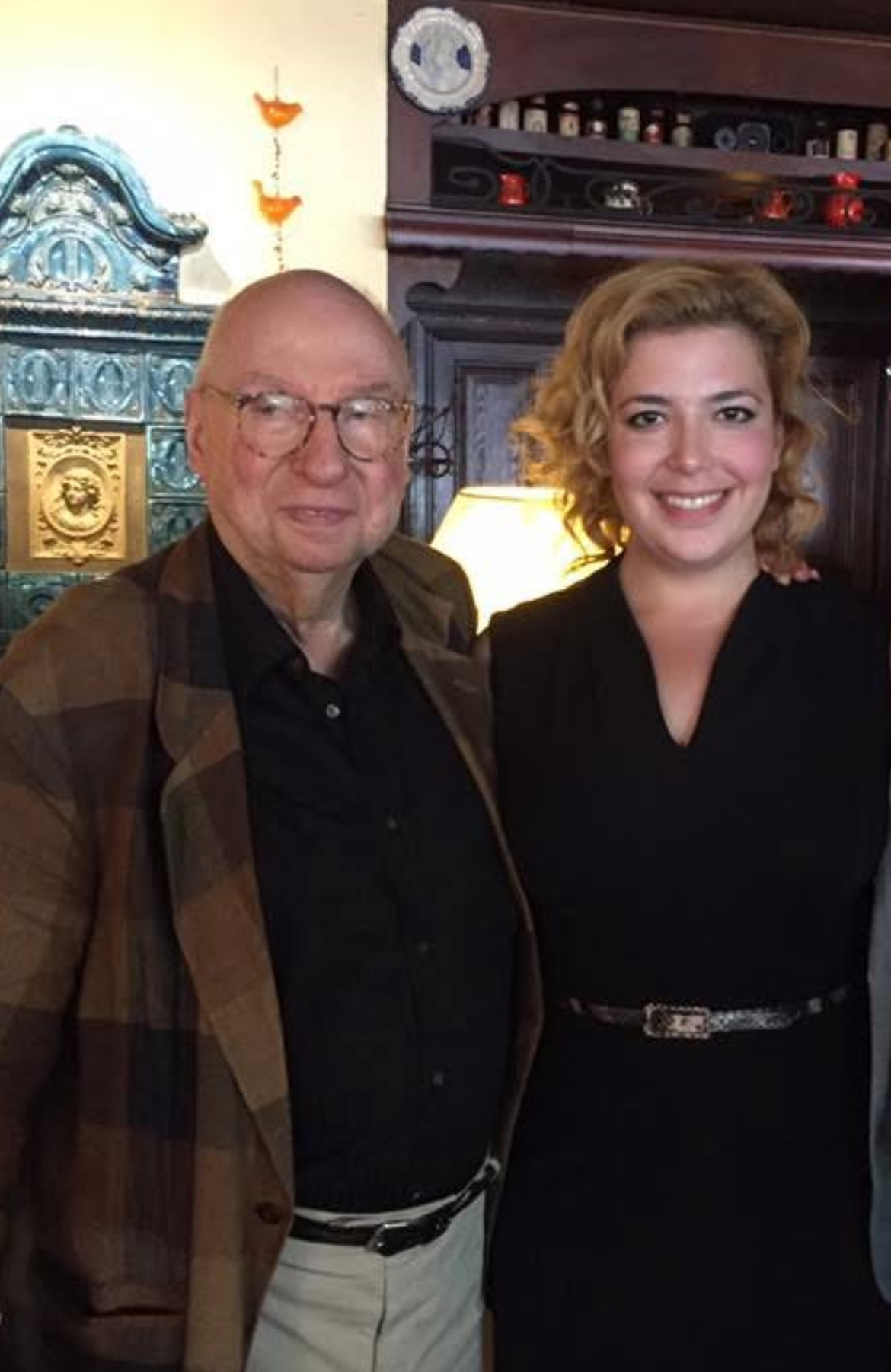
Alexandra Ionis mit Komponist Aribert Reimann während gemeinsamer Probenarbeit an der Staatsoper Berlin 2017 für „Die Gespenstersonate“

Alexandra Ionis (* im 20. Jahrhundert in Moldawien) ist eine deutsche Opernsängerin (Sopran und Mezzosopran).

## Leben und Ausbildung
Alexandra Ionis wurde in Moldawien geboren und wuchs in Berlin auf. Sie erhielt zunächst eine klassische Klavierausbildung und wandte sich später dem Gesang zu. Sie absolvierte ihr Gesangsstudium an der Hochschule für Musik Franz Liszt in Weimar, am Conservatorio Giuseppe Verdi in Mailand sowie an der Universität der Künste Berlin. Anschließend war sie Mitglied im International Opera Studio der Accademia Nazionale di Santa Cecilia in Rom, wo sie von Renata Scotto unterrichtet wurde. Weitere Impulse erhielt sie von der dramatischen Sopranistin Deborah Polaski.
In jüngerer Zeit erweitert Ionis zunehmend ihr Repertoire im dramatischen Fach, insbesondere in Opern von Richard Wagner und Giuseppe Verdi. Neben ihrem Debüt bei den Bayreuther Festspielen in mehreren Rollen im Ring des Nibelungen interpretierte sie auch die Fricka in einer konzertanten Aufführung der Walküre mit dem Sydney Symphony Orchestra unter Simone Young.

## Repertoire
Eine frühe und wiederholte Zusammenarbeit verband sie mit dem Komponisten Aribert Reimann, dessen Werke sie mehrfach interpretierte.
Sie profilierte sich als Interpretin moderner Opern:
- Babylon (Uraufführung von Jörg Widmann) und Gespenstersonate (Aribert Reimann), Staatsoper Unter den Linden Berlin, Müpa Budapest
- Tod in Venedig (Benjamin Britten), Deutsche Oper Berlin, unter Donald Runnicles, Regie: Graham Vick
- Wozzeck (Alban Berg) (Margret), Palau de les Arts Valencia[2]
- Die Soldaten (Bernd Alois Zimmermann), Rolle: Stolzius’ Mutter, unter François‑Xavier Roth, Regie: Calixto Bieito – Köln, Hamburg, Paris[3]
- Sleepless (Uraufführung von Péter Eötvös), Staatsoper Berlin und Budapest
- Uraufführungen: Die Schneekönigin und Subotnik (Samuel Penderbayne)[4]
- Robin Hood (Uraufführung von Michele Dall‘Ongaro), Rolle: Nutrice, Teatro Petruzzelli, Bari
- Alice im Wunderland (Pierangelo Valtinoni), Rolle: Herzkönigin, Regie: Nadja Loschky

Ionis’ Konzertrepertoire umfasst Werke von Pergolesi, Bach, Rossini, Verdi, Mahler, Schönberg, Schostakowitsch, Ravel, Tschaikowskij, Prokofjew und Rachmaninow.

## Engagements
- Engagements an der Semperoper Dresden, Staatsoper Stuttgart, Deutsche Oper Berlin
- 2022: Mitwirkung in der neuen Ring‑Produktion an der Staatsoper Berlin – Regie: Dmitri Tcherniakov; Dirigenten: Christian Thielemann, Thomas Guggeis (Premiere 2022)
- 2024: Debüt bei den Bayreuther Festspielen als 2. Norn in Götterdämmerung und Siegrune in Die Walküre, zudem Mary in der Kinderoper Der fliegende Holländer – Leitung: Simone Young, Regie: Valentin Schwarz
- 2024: Elektra (3. Magd) mit den Berliner Philharmonikern unter Kirill Petrenko bei den Festspielen Baden-Baden und Philharmonie Berlin
- 2024: Konzertant Walküre in der Rolle der Fricka mit dem Sydney Symphony Orchestra unter der Leitung von Simone Young (November 2024)[5]
- 2024: Konzertant Herzog Blaubarts Burg (Bartók) als Judit[6]

Seit der Spielzeit 2023/24 ist Ionis Ensemblemitglied am Theater Bielefeld. Dort sang sie u. a.:
- Anaide (Zazà, Leoncavallo)
- Mrs Quickly (Falstaff, Verdi)
- Judith (Herzog Blaubarts Burg, Bartók)[6]
- Katerina/Magdalena (The Greek Passion, Martinů)[7]
- Herzkönigin (Alice im Wunderland, Valtinoni)

## Auszeichnungen
- 2018: Stipendium des Richard‑Wagner‑Verbands